# شيو
هي قرية صغيرة في بلدة كوشكنار في مقاطعة بارسيان في محافظة هرمزغان في جنوب إيران. وتقع على بعد نحو 25 كم عن مدينة بارسيان. يبلغ عدد سكانها 565 نسمة في 130 عائلة، وهم من أصول عربية ومن أهل السنة وعلى المذهب الشافعي. ويتكلمون اللغة العربية. وفيها مسجد ومدرسة ابتدائية ومركز صحي وبئر ماء وحدائق.